# Тейшейра, Нильс
Нильс Тейшейра (нем. Nils Teixeira; 10 июля 1990, Бонн, Германия) — немецкий футболист, защитник кипрского клуба АЕЛ (Лимасол).

## Биография

### Клубная карьера
Воспитанник команд «Боннер» и «Байер 04». На профессиональном уровне дебютировал в 2008 году в составе фарм-клуба «Байера», за который сыграл 2 матча в Регионаллиге. Сезоне 2008/09 провёл в аренде в клубе Третьей Бундеслиги «Киккерс Оффенбах», а после окончания аренды подписал с командой полноценный контракт и отыграл за неё ещё один сезон. В 2011 году перешёл в клуб «Франкфурт», выступавший во Второй Бундеслиге. Выступал за «Франкфурт» на протяжении трёх сезонов и сыграл 84 матча, в которых забил 2 гола. Летом 2014 года подписал контракт с «Динамо» (Дрезден) из третьего дивизиона. В сезоне 2015/16 выиграл с командой Третью Бундеслигу и сезон 2016/17 отыграл во втором дивизионе. В 2017 году подписал контракт с другим клубом лиги «Арминией», но сыграл за неё только 9 матчей. Летом 2018 года перешёл в клуб чемпионата Кипра АЕЛ Лимасол.

### Карьера в сборной
Представлял Германию на юношеском и молодёжном уровнях, всего за сборные разных возрастных групп провёл 58 матчей. В 2007 году в составе сборной до 17 лет был участником  юношеского чемпионата мира, на котором принял участие во всех 7 матчах команды и занял с ней третье место.

## Достижения

### Командные
«Динамо» Дрезден
- Победитель Третьей Бундеслиги: 2015/16

Германия U-17
- Бронзовый призёр чемпионата мира среди юношеских команд: 2007

### Личные
- Бронзовая медаль Фрица Вальтера: 2007 (юноши до 17 лет)